# マルツロース
マルツロース（maltulose）または1-α-D-グルコピラノシル-4-D-フルクトフラノースは、還元二糖に分類される天然に存在する化合物である。グルコースとフルクトースから構成され、グリコシド結合によって連結している。マルツロースは蜂蜜やビールに含まれている。

## 食品中の品質指標
食品が調理中に高温に曝されると、マルトースがマルツロースとなる。マルツロース量が低いことや高いマルトース–マルツロース比は、高温を使用しない穏やかな調理工程を示している。